# Dark Passion Play
A Dark Passion Play a finn szimfonikus metál együttes Nightwish hatodik albuma. 2007 szeptember 26-án jelent meg Finnországban, 28-án Európában és október 2-án az Egyesült Államokban. Ez az első olyan album, amelyet az eredeti énekesnő, 2005-ben kiléptetett Tarja Turunen nélkül készítettek. Helyét Anette Olzon vette át — ő 2012-ig maradt az együttes tagja, és az Imaginaerum album megjelenése után távozott.
Tuomas Holopainen úgy hivatkozott erre az albumra, mint arra, ami megmentette az életét.
Egyik számuk, az „Amaranth” valamennyi magyar listán az első helyet érte el. Előtte kiadták az Eva és az Amaranth kislemezt, amelyeket szintén Anette-tel készítettek el.
Megjelenése után 2 héttel nemcsak a magyar, hanem a német, a finn, a svájci és a horvát listákon is első lett.

## Számok listája
1. "The Poet and the Pendulum" (13:54)
2. "Bye Bye Beautiful" (04:14)
3. "Amaranth" (03:51)
4. "Cadence of Her Last Breath" (04:14)
5. "Master Passion Greed" (06:02)
6. "Eva" (04:24)
7. "Sahara" (05:47)
8. "Whoever Brings the Night" (04:17)
9. "For the Heart I Once Had" (03:55)
10. "The Islander" (05:05)
11. "Last of the Wilds" (05:40)
12. "7 Days to the Wolves" (07:03)
13. "Meadows of Heaven" (07:10)
14. "The Escapist"(bónusz szám a japán limitált kiadáson)

## Közreműködők
- Anette Olzon – ének
- Tuomas Holopainen – billentyűk
- Erno „Emppu” Vuorinen – gitár
- Marco Hietala – basszusgitár, ének
- Jukka Nevalainen – dob